# Ролевая игра (психология)

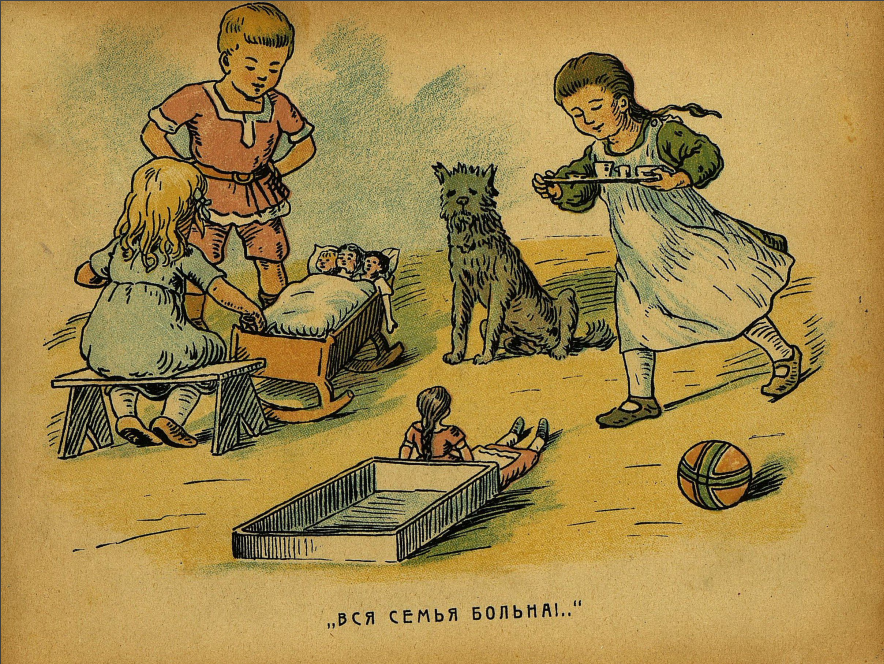
«Вся семья больна!..» Иллюстрация из журнала «Светлячок». 1908 год.

Ролева́я игра́ — воспроизведение действий и отношений других людей или персонажей какой-либо истории, как реальной, так и выдуманной. Примерами ролевых игр являются такие игры, как «дочки-матери», «в магазин», «игра в школу» и пр. Ролевая игра — способ обогащения чувств и накопления опыта, развития воображения, преодоления страхов и развития коммуникативных навыков.
Идентифицируя себя с каким-либо персонажем, человек может не только отработать какой-то навык, но и снять эмоциональное напряжение (например, ребёнок, сходивший в цирк, скорее всего некоторое время после этого будет играть в цирк, чтобы взволновавшее его впечатление превратилось в приятное воспоминание). Несмотря на осознание вымышленности роли, приобретаемый эмоциональный опыт вполне реален. За счёт этого ролевые игры эффективны в психотерапии.
Ролевые игры развивают такие коммуникативные навыки, как ролевое, деловое и дружеское общение.
Ролевое общение — это общение людей как носителей определённых социальных ролей (мать и ребёнок, подчинённый и начальник, ученик и учитель, возлюбленные). Это общение строится по определённым нормам, определяемым обществом, используется для упрощения общения, для облегчения достижения целей каждого из участников ролевого общения. Проигрывая различные ситуации в ролевой игре, человек увереннее чувствует себя в реальном ролевом общении.
В ряде случаев общение согласно общепринятым ролям невозможно из-за сложности ситуации (например, деловые переговоры подчиняются деловому этикету, но общение в их рамках значительно сложнее отношений учитель – ученик). В детстве деловое (и дружеское) общение в ролевых играх отрабатывается на уровне необходимости договариваться с другими детьми о том, как и во что играть; существуют специальные бизнес-игры для отработки деловых ситуаций (к примеру, через деловую ролевую игру возможна отработка развития обмена знаний между специалистами внутри организации), а также образовательные игры. Важна профессиональная организация подобных игр для защиты от закрепления ошибочных выводов и результатов (например, ребёнок может привыкнуть подчиняться старшим детям).
Теории, относящиеся к ролевым играм — психодрама Я. Морено, терапия фиксированной роли Дж. А. Келли и репетирование поведения (Дж. Вольп и А. Лазарус).